# Север (журнал, 1888)
«Се́вер» — русский еженедельный иллюстрированный литературно-художественный журнал, издававшийся в Санкт-Петербурге в 1888–1914 годах. Главная контора редакции находилась на Екатерининской улице, дом 4, а типография — на Большой Итальянской, дом 11. 
Журнал был основан В. С. Соловьёвым, и в первый год имел большой успех. Через два года перешёл к Е. А. Евдокимову, затем к М. К. Ремезовой и, наконец, к издателю Η. Ф. Мертцу. 
Выпускался еженедельно, годовая стоимость в 1893 году была 6 руб. без доставки в Санкт-Петербурге, 6 руб. 50 коп. без доставки в Москве (в конторе Печковской), 7 руб. с доставкой. Подписчики получали: 52 номера журнала в 56–64 столбцов каждый; 12 номеров Парижскихъ Модъ с 12 выкройками и 6 листами узоровъ вышиванiй, монограммъ; 12 томов Библiотеки Съвера (в 1893 году при участии академика Л. Н. Майкова); один настенный отрывной календарь.
В 1893 году появилось новое бесплатное приложение Популярная библiотека прикладныхъ знанiй, Томъ I: Гигiена обыденной жизни. Это художественное приложение к журналу — 12 картин большого формата в акварели, выполненные художниками Н. Н. Каразиным, А. Д. Кившенко, Л. О. Пастернаком, И. Е. Репиным и др. Все эти картины печатались в Париже в ателье фирмы «Гупиль и Ко».
Редакторами журнала были П. П. Гнедич, В. С. Соловьёв, В. А. Тихонов, Н. А. Александров, А. А. Коринфский и Η. Ф. Мертц.
С 1892 года при журнале выходило бесплатное приложение «Библиотека Севера» (12 книг в год); издавалась также еженедельная газета «Север» и другие приложения.